# Margaret Murray
Margaret Alice Murray (Calcutá, 13 de julho de 1863 - Welwyn, 13 de novembro de 1963) foi uma proeminente arqueóloga, egiptóloga, historiadora, folclorista e antropóloga britânica. Foi a primeira mulher a ser nomeada como palestrante no Reino Unido. Trabalhou na University College London de 1898 a 1935. Foi presidente da Sociedade de Folclore, de 1953 a 1955.
Seus livros da década de 20 e 30 sobre a hipótese do culto bruxo foram fundamentais para inspirar os primeiros movimentos que deram origem à religião da Wicca.
Nascida em uma família de classe média alta em Calcutá, na Índia Britânica, Margaret cresceu dividida entre várias nações, como Índia, Reino Unido e Alemanha, estudando para ser enfermeira. Ao mudar-se para Londres, em 1894, começou a estudar egiptologia, na University College London, ficando amiga de Flinders Petrie, chefe do departamento, que a encorajou a publicar seus primeiros trabalhos acadêmicos e a apontou como professora assistente em 1898. Em 1902 e 1903, participou das escavações de Flinders em Abidos, no Egito, tendo descoberto o Osireion. Na temporada seguinte, investigou o complexo de Sacará, o que rendeu a ambos grande reconhecimento dentro da egiptologia. Complementando seu salário na universidade com palestras e aulas no Museu Britânico e no Museu de Manchester. No final de 1908, ela desenfaixou a múmia de Khnum-nakht, uma das múmias recuperadas da "Tumba de Dois Irmãos", tendo sido a primeira vez que uma mulher publicamente desenfaixou uma múmia. Notando a febre que a egiptologia tinha sobre os britânicos, Margaret escreveu vários livros sobre o assunto, todos voltados para o público leigo.
Margaret também se tornou muito íntima do movimento feminista, juntando-se à Women's Social and Political Union, devotando grande parte do seu tempo em melhorar as condições de trabalho das mulheres na universidade. Impedida de retornar ao Egito por conta da Primeira Guerra Mundial, ela focou os estudos na Hipótese do culto bruxo, uma teoria de que os julgamentos de bruxas na Idade Média foram uma tentativa de extinguir o paganismo que sobreviveu à perseguição cristã devotada ao deus com cornos. Apesar de grandemente desacreditada no meio acadêmico, a teoria ganhou atenção e teve grande influência no emergente movimento religioso da Wicca. De 1921 a 1931, Margaret trabalhou em escavações em sítios pré-históricos em Malta e Minorca, tendo grande interesse no folclorismo. Agraciada com um doutorado honorário em 1927, foi apontada como professora assistente em 1928 e aposentou-se da universidade em 1935. Neste ano, ela visitou a Palestina para ajudar na escavação de Flinders em Tall al-Ajjul e em 1937 liderou uma pequena escavação em Petra, na Jordânia. Assumindo a presidência na Sociedade de Folclore, ela palestrou em várias instituições, como a Universidade de Cambridge e continuou publicando livros até sua morte.
O trabalho de Margaret em egiptologia e arqueologia foi grandemente aclamado e ela ganhou a alcunha de Maior Mulher na Egiptologia, apesar de parte de seu trabalho ter sido ofuscado pelos trabalhos de Flinders Petrie. Já seus trabalhos sobre a história da bruxaria, o foi desacreditado academicamente e seus métodos pesadamente criticados pela comunidade científica. Devido ao seu trabalho e sua influência na Wicca, ela foi chamada pelos estudiosos como "Avó da Wicca".

## Biografia

### Vida pessoal
Margaret Murray nasceu em 13 de julho de 1863, em Calcutá, na época a maior cidade fortificada da Índia Britânica. Sua família fazia parte da abastada classe média inglesa da cidade, morando com seus pais, James e Margaret Murray, sua irmã mais velha, Mary, e com sua avó paterna e bisavó materna. James Murray nasceu na Índia, filho de ingleses, e era comerciante em Singapura, tendo sido presidente da Câmara de Comércio de Calcutá. Sua esposa, Margaret, mudou-se para a Índia, vinda da Inglaterra, em 1857 para ser missionária, pregando o Cristianismo e educação jovens indianas. continuou seu trabalho mesmo depois de casar-se e ter duas filhas. Margaret teve educação formal e viveu em um mundo híbrido de culturas e costumes, que exerceu influência sobre sua vida e seu trabalho.
Em 1870, Margaret e sua irmã, Mary, foram enviadas à Inglaterra para morar com seu tio John, um vigário rigoroso, e sua esposa, Harriet, em sua casa, em Lambourn, Berkshire. John empregava uma educação rigorosa às duas meninas, acreditando na inferioridade da mulher, porém despertou em Margaret o interesse pela arqueologia ao levá-la para ver monumentos locais. Em 1873, a mãe das meninas as visitou e as levou para Bonn, na Alemanha, onde ambas ficaram fluentes em alemão. Quando a família inteira voltou a morar na Inglaterra, eles se estabeleceram em Sydenham, ao sul de Londres. A família visitava muito o The Crystal Palace, enquanto o pai trabalhava no escritório de sua empresa. Em 1880, eles retornaram à Calcutá por mais sete anos. Margaret tornou-se enfermeira no Hospital Geral da cidade, administrado pelas irmãs anglicanas da Irmandade de Clower, tendo trabalhado lá durante a epidemia de cólera de 1881-1896. Em 1887, retornou para a Inglaterra, tendo trabalhado como voluntária em associações que ajudavam os pobres. Quando seu pai se aposentou e voltou à Inglaterra, ela se mudou para sua casa em Bushey, em Hertfordshire, morando com ele até sua morte, em 1891. Em 1893, ela viajou para Madras, em Tamil Nadu, onde sua irmã morava com o marido.

### A universidade

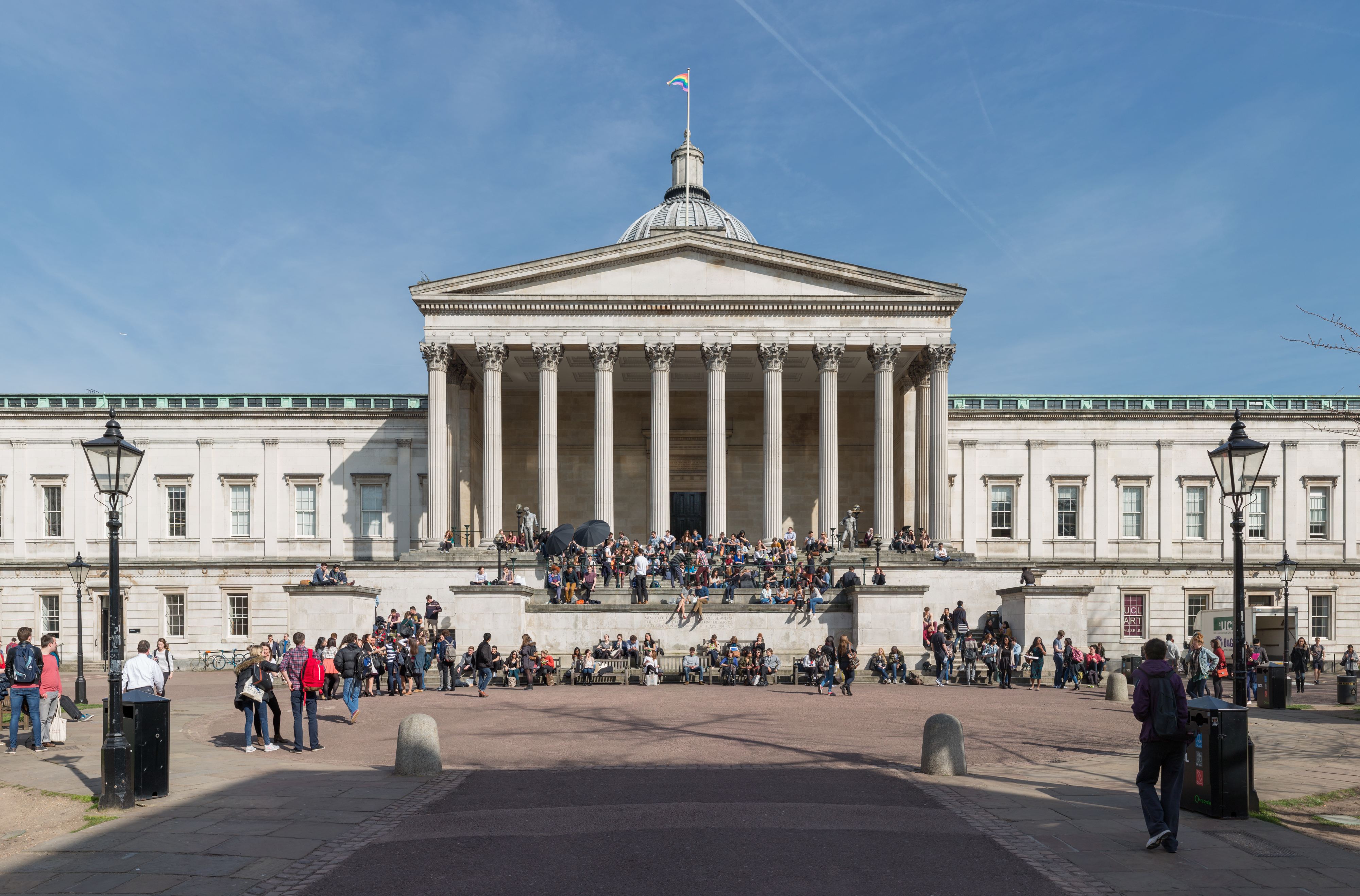
Murray estudadou egiptologia no edifício Wilkins da universidade.

Encorajada pela mãe e pela irmã, Margaret decidiu se matricular no recente departamento de egiptologia da University College London (UCL), em Bloomsbury. Tendo sido aberto por doação de Amelia Blanford Edwards, uma das co-fundadoras do Fundo de Exploração do Egito, o departamento era administrado por pioneiros arqueólogos, como Flinders Petrie. Margaret iniciou seus estudos em 30 de janeiro de 1894, onde teve aulas de idioma egípcio antigo e língua copta.
Logo, Margaret conheceria Flinders Petrie, tornando-se sua copista e ilustradora, tendo produzido desenhos para seus artigos a respeito de sua escavação em Copto. Ele então a encorajou a escreveu seu primeiro artigo, "The Descent of Property in the Early Periods of Egyptian History", publicado na revista Proceedings of the Society for Biblical Archaeology, em 1895. Sendo sua assistente oficial, Margaret chegou a dar algumas aulas na ausência do professor, indicada depois para uma posição júnior no departamento, tendo sido a primeira mulher a palestrar arqueologia no Reino Unido. Inicialmente eram apenas aulas de linguística, mas posteriormente ela também pegou aulas de história do Antigo Egito, religião e linguagem.
Por não ter experiência de campo em arqueologia, na sessão de 1902-1903, ela viajou para o Egito para se juntar à escavação de Flinders Petrie, em Abidos. Hilda Petrie, esposa de Flinders, já vinha escavando o local desde 1899, assumindo os trabalhos de Émile Amélineau. Primeiramente, Margaret juntou-se à escavação como enfermeira, mas ela aprendeu a técnica para escavar artefatos, recebendo em seguida uma posição de chefia. Isso levou a problemas com os homens, que se sentiam desconfortáveis de ter que acatar ordens de uma mulher. Esta experiência, aliada com discussões com outras mulheres da escavação, algumas delas ativas no movimento feminista, levaram Margaret a assumir pontos de vista notoriamente feministas.

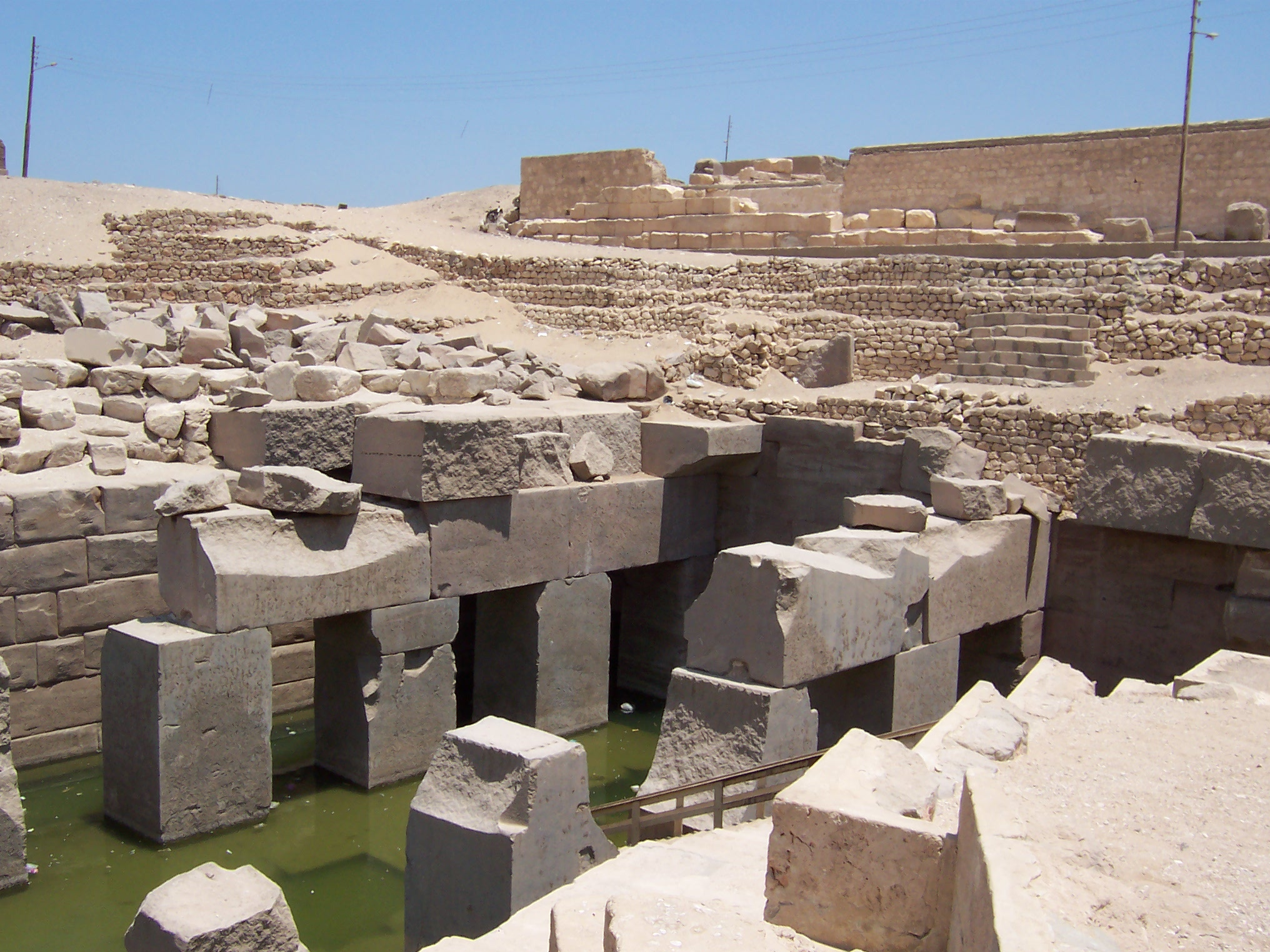
O Osireion, escavado por Margaret Murray.

Nas escavações em Abidos, Margaret descobriu o Osireion, templo devotado ao deus Osíris construído pelo faraó Seti I, do Novo Império. A descoberta virou um artigo, The Osireion at Abydos em 1904.
Na sessão de escavações de 1903-1904, Margaret retornou ao Egito, iniciando os trabalhos no cemitério de Sacará, próximo ao Cairo, datado do Velho Império. Ela não possuía permissão legal para cavar no local, portanto passou boa parte do tempo transcrevendo as inscrições de dúzias de tumbas escavadas por Auguste Mariette, em 1860. Os achados foram publicados em 1905, Saqqara Mastabas I. As traduções das inscrições só seriam publicadas em 1937, em Saqqara Mastabas II. AS duas escavações e suas descobertas elevaram a reputação de Margaret Murray na comunidade acadêmica.

### Primeira Guerra Mundial, Feminismo e folclore
No seu retorno a Londres, Margaret se tornou ativa no movimento feminista, se voluntariando e doando dinheiro para a causa em protestos e marchas pela cidade. Juntando-se a Women's Social and Political Union, ela esteve presente em muitas marchas, como a Mud March, em 1907, e na Women's Coronation Procession, de junho de 1911. Ela ocultava a militância de suas ações para manter a imagem de respeitabilidade dentro do meio acadêmico. Margaret pressionou os limites da carreira acadêmica ao orientar e treinar mulheres na arqueologia. Como era proibido usar as áreas comuns da universidade com os homens, ela pleitou junto à reitoria para abrir uma área apenas para as mulheres. Ganhando a amizade de Winifred Smith, juntas elas melhoraram o status e o reconhecimento dado às mulheres junto à universidade. Sabendo que os alunos deveriam receber refeições nutritivas, mas acessíveis, durante muitos anos ela foi membro do Refectory Committee da universidade.
Muitos museus pelo Reino Unido convidavam Margaret para assessorá-los em suas coleções egípcias. Isso a levou a catalogar os artefatos adquiridos pelo Museu Nacional de Dublin, o Museu Nacional de Antiguidades da Escócia, em Edimburgo, e da Sociedade de Antiquários da Escócia. Margaret também catalogou a coleção estabelecida por Petrie no Museu de Manchester, onde ela palestrou no ano letivo de 1906-1907. em 1907, Petrie escavou A Tumba de Dois Irmãos, pertencente a dois sacerdotes do Médio Império, Nakht-ankh e Khnum-nakht, e ele decidiu que Margaret deveria desenfaixar a múmia, tendo sido a primeira mulher a fazê-lo, o que ocorreu em maio de 1908 para uma plateia de 500 pessoas, atraindo imediatamente a atenção da imprensa. Margaret estava particularmente interessada em enfatizar a importância para a comunidade acadêmia daquele desenfaixe da múmia para compreender as práticas funerárias e criticou os membros da plateia que acharam que o ato era imoral. Ela declarou:
| “ | Todo vestígio de restos antigos deve ser cuidadosamente estudado e registrado sem sentimentalismo e sem medo do clamor dos ignorantes. | ” |

A análise do corpo e dos processos funerários se tornou um livro, The Tomb of the Two Brothers, que tornou-se livro de referência sobre as práticas de mumificação do Médio Império até o século XXI. Dedicada a educar as massas a respeito da "egitomania", Margaret também se dedicou a escrever livros generalistas a respeito do Egito. Em 1905, ela publicou o Elementary Egyptian Grammar, seguido pelo livro de 1911 Elementary Coptic (Sahidic) Grammar. Em 1913, publicou Ancient Egyptian Legends. A descoberta da tumba do faraó Tutancâmon por Howard Carter, em 1922, apenas aumentou a "egitomania" e Margaret ficou feliz em saciar a curiosidade do público. Muito amiga do antropólogo Charles Gabriel Seligman, da London School of Economics, ambos escreveram diversos artigos a respeito do Antigo Egito que logo foram amplamente aceitos pela comunidade antropológica.
Com a eclosão da Primeira Guerra Mundial, em 1914, na qual o Reino Unido entrou em guerra contra a Alemanha e o Império Otomano, os egiptólogos estavam impossibilitados de voltar ao Egito para continuar suas escavações. Assim, Petrie e Murray passaram parte de seu tempo organizando coleções de artefatos coletados ao longo da década e que precisavam de catalogação. Para auxiliar nos esforços de guerra, Margaret se tornou enfermeira voluntária no destacamento aéreo britânico e por várias semanas trabalhou em Saint-Malo, na França. Depois de adoecer, ela foi enviada para se recuperar em Glastonbury, Somerset, onde se interessou pela Abadia de Glastonbury, local onde seu interesse pelo folclore começou, já que o local é ligado à lendária figura do Rei Artur de que foi para aquele local que José de Arimateia teria levado o Santo Graal. Interessada demais no assunto, ela publicou o artigo "Egyptian Elements in the Grail Romance", que foi mal recebido pela comunidade científica pelas afirmações sem embasamento feitas no texto.

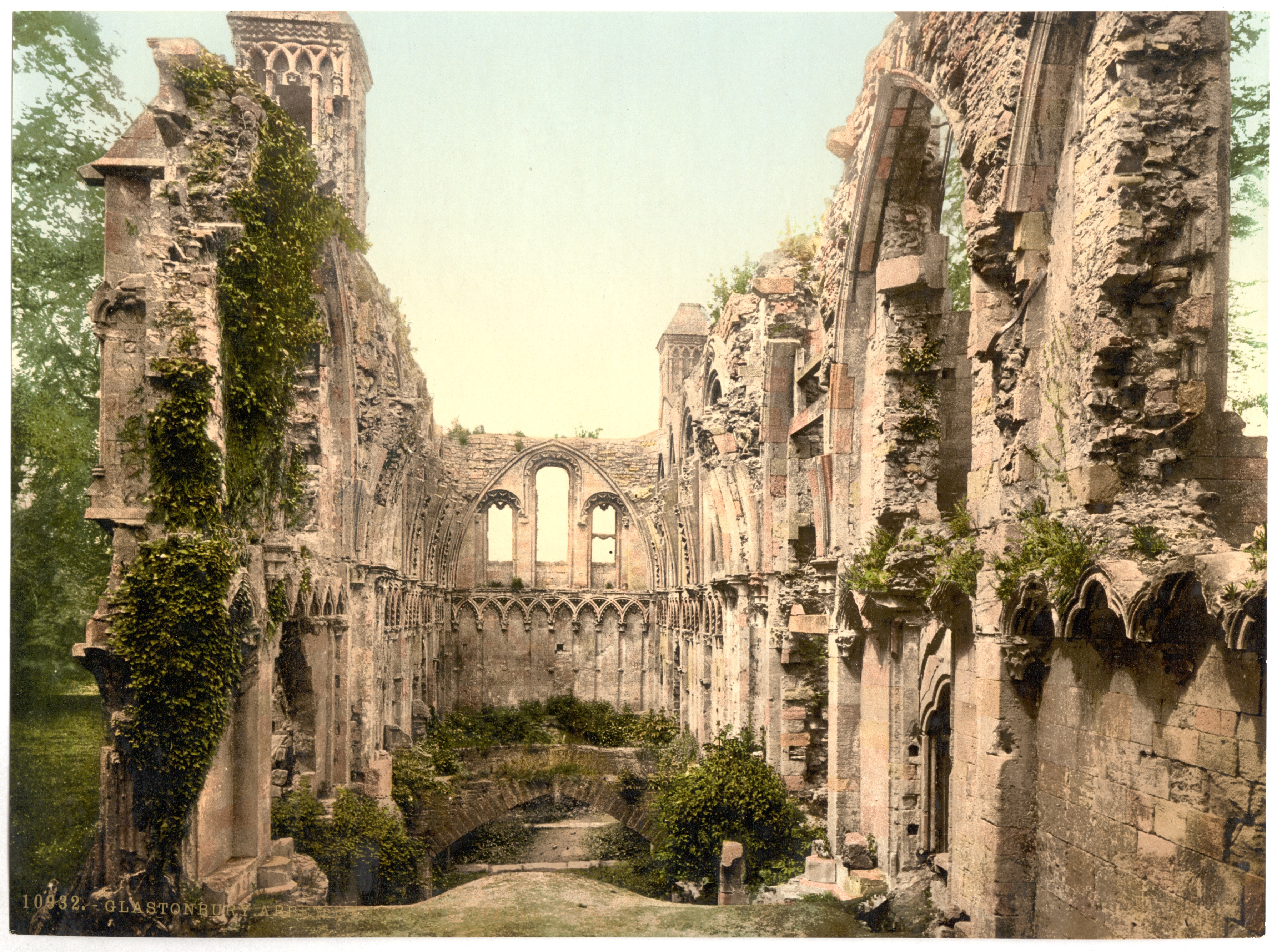
A Abadia de Glastonbury inspirou o interesse de Margaret Murray no folclore britânico.

### Bruxaria, Malta e Minorca
O interesse de Margaret no folclore levou ao interesse pelos julgamentos das bruxas pela Europa. em 1917, ela publicou um artigo, Folklore, na revista da Sociedade do Folclore, no qual articula sua versão da hipótese do culto bruxo, argumentando que as bruxas perseguidas pela história eram na verdade membros de uma religião formal, sustentava com credos, rituais e organizada como qualquer culto moderno.
| “ | Quando de repente percebi que o chamado Diabo era simplesmente um homem disfarçado, fiquei assustada, quase apavorada, pela forma como os fatos registrados se encaixaram e mostrou que as bruxas eram membros de uma antiga e primitiva forma de religião e que os registros haviam sido feitos por membros de uma forma nova e perseguidora forma de culto. | ” |

Sua visão sobre o culto pagão foi melhor articulado no livro de 1921, The Witch-Cult in Western Europe, publicado pela Oxford University Press. O livro foi influente e essencial no estabelecimento do neopaganismo, mas sofreu fortes críticas de historiadores, que alegaram que Margaret distorceu e mal interpretou os registros que usou para sua pesquisa.

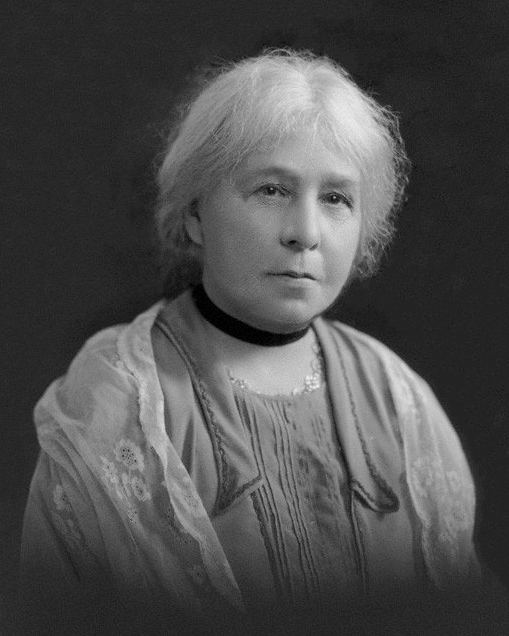
Murray em Londres, em 1928

Como resultado de seu trabalho, Margaret foi convidada a escrever o verbete "bruxaria" da 14ª edição da Encyclopædia Britannica, em 1929, utilizando-se da oportunidade de propagar sua teoria do culto das bruxas, tendo deixado de lado as teorias alternativas propostas por outros historiadores. Seu verbete seria incluído na enciclopédia até 1969, tornando-se prontamente acessível ao público, e foi por esta razão que suas ideias sobre o assunto tiveram um impacto tão significativo.
Suas ideias foram recebidas com entusiasmo por ocultistas, como Dion Fortune, Lewis Spence, Ralph Shirley e J. W. Brodie Innes, possivelmente porque suas afirmações a respeito de uma sociedade secreta antiga fosse similar com as afirmações comuns entre vários grupos de ocultistas. Em 1933, em seu livro The God of the Witches, Margaret reforçou sua crença no culto das bruxas, que mirava um público leigo e não o acadêmico. Nele ela suavizou ou ocultou os traços mais desagradáveis do culto das bruxas, como o sacrifício de animais e de crianças, descrevendo-a de maneira benéfica com termos como a "religião antiga".
De 1921 a 1927, Margaret fez escavações em Malta, auxiliada por Edith Guest e Gertrude Caton Thompson, em monumentos megalíticos da Idade do Bronze, como os de Santa Maria tal-Bakkari, Għar Dalam e Borġ in-Nadur, todos ameaçados pela construção de um novo aeroporto na ilha. Os livros detalhando a expedição se tornaram referência na arqueologia de Malta. Não só o sítio arqueológico lhe chamou a atenção, como também o folclore da ilha, levando à publicação de 1932, Maltese Folktales. Em 1932 ela voltou à Malta para ajudar a catalogar uma coleção de cerâmicas da Idade do Bronze no Museu Nacional da ilha, resultando em outra publicação, Corpus of the Bronze Age Pottery of Malta. Devido ao sucesso do trabalho em Malta, ela foi convidada a escavar na ilha de Minorca a convite da Universidade de Cambridge, de 1930 a 1931, tendo escavado os sítios de Trapucó e Sa Torrera, levando à publicação do artigo Cambridge Excavations in Minorca.

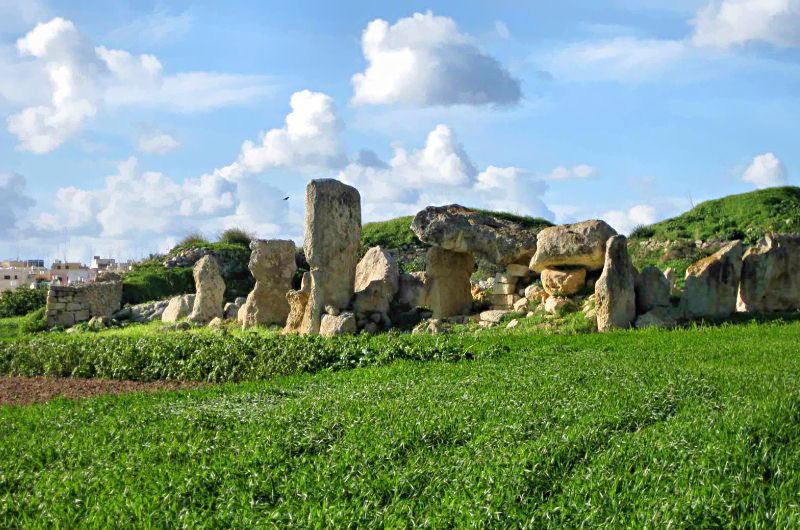
Margaret escavando Borġ in-Nadur, em Malta.

Em 1924, a University College London a promoveu ao cargo de professora assistente, aos 62 anos, e em 1927 ela foi agraciada com um doutorado honorário por seu trabalho em egiptologia. No mesmo ano, Margaret foi destacada para acompanhar Maria de Teck, a rainha-consorte do rei-imperador Jorge V do Reino Unido, em uma visita ao departamento de egiptologia da universidade. Sem ter tanta pressão por ensinar, Margaret pode viajar, tendo retornado ao Egito, visitado a África do Sul, onde participou da reunião da Associação Britânica para o Avanço da Ciência, cujo tema era a pré-história da África Austral. Esteve no começo dos anos 1930 na União Soviética, tendo visitado os museus de Leningrado, Moscou, Kharkov e Kiev, dando várias palestras na Noruega, Suécia, Finlândia e Estônia.
Margaret se aposentou da universidade em 1927 e renovou anualmente seu contrato até 1935, deixando claro que estava feliz por finalmente deixar o campus, se esclarecer o motivo. Dois anos antes, Petrie também se aposentou se mudou para Jerusalém com a esposa. Margaret chegou a trabalhar com o casal em uma escavação em Tall al-Ajjul, da Idade do Bronze, na região de Gaza.
Em sua viagem pela Palestina, Margaret pode visitar Petra, na Jordânia, e intrigada com o local retornou em março e abril de 1937 para realizar uma pequena escavação. De volta à Inglaterra, de 1934 a 1940, ela catalogou a coleção de antiguidades do Girton College, em Cambridge, dando palestras sobre egiptologia na universidade até 1942. Durante a Segunda Guerra Mundial, Margaret escapou da blitz em Londres, mudando-se para Cambridge, tendo conduzido pesquisas sobre a história da cidade, mas sem nunca ter publicado algo a respeito.
Margaret se dedicou a popularizar a egiptologia entre o público leigo com livros e palestras em universidades, especialmente com o fim da guerra, ao retornar a Londres, mesmo já aposentada. Seus livros enfatizavam a influência da cultura egípcia na sociedade greco-romana e na moderna sociedade ocidental.

## Últimos anos
Em 1953, Margaret foi indicada como presidente da Sociedade do Folclore devido à demissão do presidente anterior, Allan Gomme, permanecendo no cargo até 1955. Em seu discurso de inauguração, ela criticou o interesse do público na história e no folclore de outros países e não no do Reino Unido. O assunto contribuiu para a publicação de um volume com vários colaboradores falando sobre arqueologia, fadas, símbolos religiosos ocidentais, mas nada a respeito de bruxaria, talvez pela controvérsia gerada por sua teoria do culto bruxo.
Afligida por uma severa artrite, Margaret mudou-se para uma casa em North Finchley, ao norte de Londres, recebendo os cuidados de um casal de enfermeiros e de onde ela pegava ocasionalmente um táxi para ir à biblioteca da universidade. Com a saúde cada vez mais fragilizada, em 1962, ela acabou se internando no Queen Victoria Memorial Hospital, em Welwyn, Hertfordshire, para receber cuidados 24 horas por dia. Lá ela passou seus últimos 18 meses, tendo comemorado seu aniversário de 100 anos com a presença de amigos, antigos alunos e colegas. No mesmo ano ela ainda publicaria dois livros, sendo um deles The Genesis of Religion, argumentando que as primeiras divindades da raça humana eram deusas e não deuses. O segundo livro era sua autobiografia, My First Hundred Years, que foi bem recebido pelo público e pelos críticos. Ela veio a falecer em 13 de novembro de 1963 e seu corpo foi cremado.